# Thomas Robinson (Komponist)
Thomas Robinson (* um 1560 in England; † um 1610) war um 1603 ein bedeutender Komponist und Musiklehrer der englischen Renaissance. Er lehrte und schrieb Musik für Laute, Cister, Orpheoreon, Pandora, Viola da gamba und Gesang.

## Lebenslauf
Über sein Leben ist sehr wenig bekannt, nur aus dem Text der Einleitungen seiner Bücher kann man auf sein Leben einige Rückschlüsse ziehen. Offenbar stand sein Vater im Dienst des 1. Grafen von Salisbury, Robert Cecil, und der junge Thomas Robinson im Dienst des 1. Grafen von Exeter, Thomas Cecil, Robert Cecils Bruder. Die Familie Cecil förderte damals Künstler, insbesondere Musiker, unter anderem William Byrd und Orlando Gibbons.
Später, jedenfalls vor 1589, wurde Thomas Robinson im dänischen Helsingør der private Musiklehrer von Prinzessin Anna von Dänemark, Tochter König Friedrichs II., und Königin Sophie. Vermutlich war Thomas Robinson damals etwa 20 Jahre alt, darum vermutet man seine Geburt um 1560. Der dänische Hof beschäftigte damals viele ausländische Musiker, unter anderem aus England, Frankreich, Deutschland und den Niederlanden. Auch der bekannteste Lautenist der englischen Renaissance, John Dowland, arbeitete 1598–1606 als Hoflautenist in Dänemark.
Im Jahre 1603 veröffentlichte Thomas Robinson das Buch Medulla Musicke. Es gibt kein bekanntes Exemplar mehr davon. Obwohl Thomas Robinson sich in der Einleitung zu seinem zweiten Werk, The Schoole of Musicke, darauf zu beziehen scheint, wurde sogar die Spekulation geäußert (John M. Ward, siehe weiter unten unter „Literatur“), dass es möglicherweise auch nie veröffentlicht wurde.
Im selben Jahr gab Thomas Robinson sein heute bekanntestes Werk heraus, The Schoole of Musicke. Dieses war ein neues Lehrbuch hauptsächlich für Laute, aber auch für Pandora, Orpheoreon (diese beiden Instrumente gehören zur Familie der Cister, sind aber wie eine Laute gestimmt) sowie für Viola da Gamba und Gesang. Es wurde damals offenbar zum bedeutendsten englischen Lehrwerk für Laute in England. Es löste damit John Alfords Buch A Briefe and Easye Instru(c)tion von 1574, die englische Übersetzung von Adrian Le Roys Briefve et facile instruction pour apprendre la tabulature, nach 29 Jahren ab.
1609 erschien New Citharen Lessons, ein Lehrbuch für Cister, gerichtet an Anfänger und Fortgeschrittene.
Robinsons Werke sind teils Eigenkompositionen, teils Arrangements, einige davon von bekannten Stücken von John Dowland, etwa „My Lord Willoughby’s Welcome Home“ in The Schoole of Musicke, oder „Can She Excuse My Wrongs?“ in New Citharen Lessons.
Über Thomas Robinsons Leben nach 1609 gibt es keinerlei überlieferte Informationen.

## Werke
- The Schoole of Musicke (Tho. Este, London 1603)
- New Citharen Lessons (London 1609)
- Medulla Musicke (The Stationer’s Company, London 1609) (nicht überliefert)
- Einzelne Kompositionen und Arrangements Thomas Robinsons finden sich auch außerhalb seiner Bücher, in verschiedenen überlieferten Manuskripten:
  - Spanish Pavan (in Add. MS 3056 (Cozens Lute Book), ca. 1595, Bibliothek der Universität Cambridge) – eine Version in Dur
  - May[1] (in Dd. 9.33, 1600, Bibliothek der Universität Cambridge)
  - Pipers Galliard Jo Dowland. Tho. Robinson (in Ms. Dd. 4.23, Bibliothek der Universität Cambridge)
  - Galliard T. R. (in Ms. Dd. 4.23, Bibliothek der Universität Cambridge)
  - [The Hunt’s Up] T: R. (in Ms. Dd. 4.23, Bibliothek der Universität Cambridge)